# Arraial do Cabo

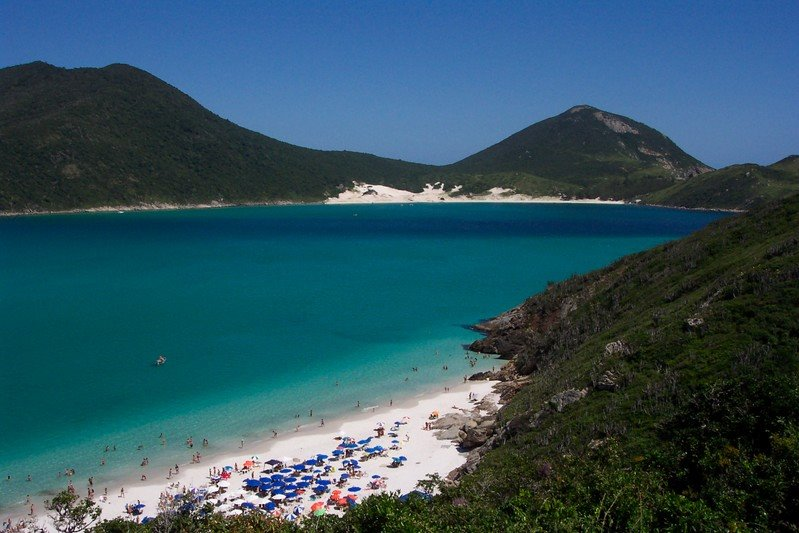
Plajă în Arraial do Cabo.

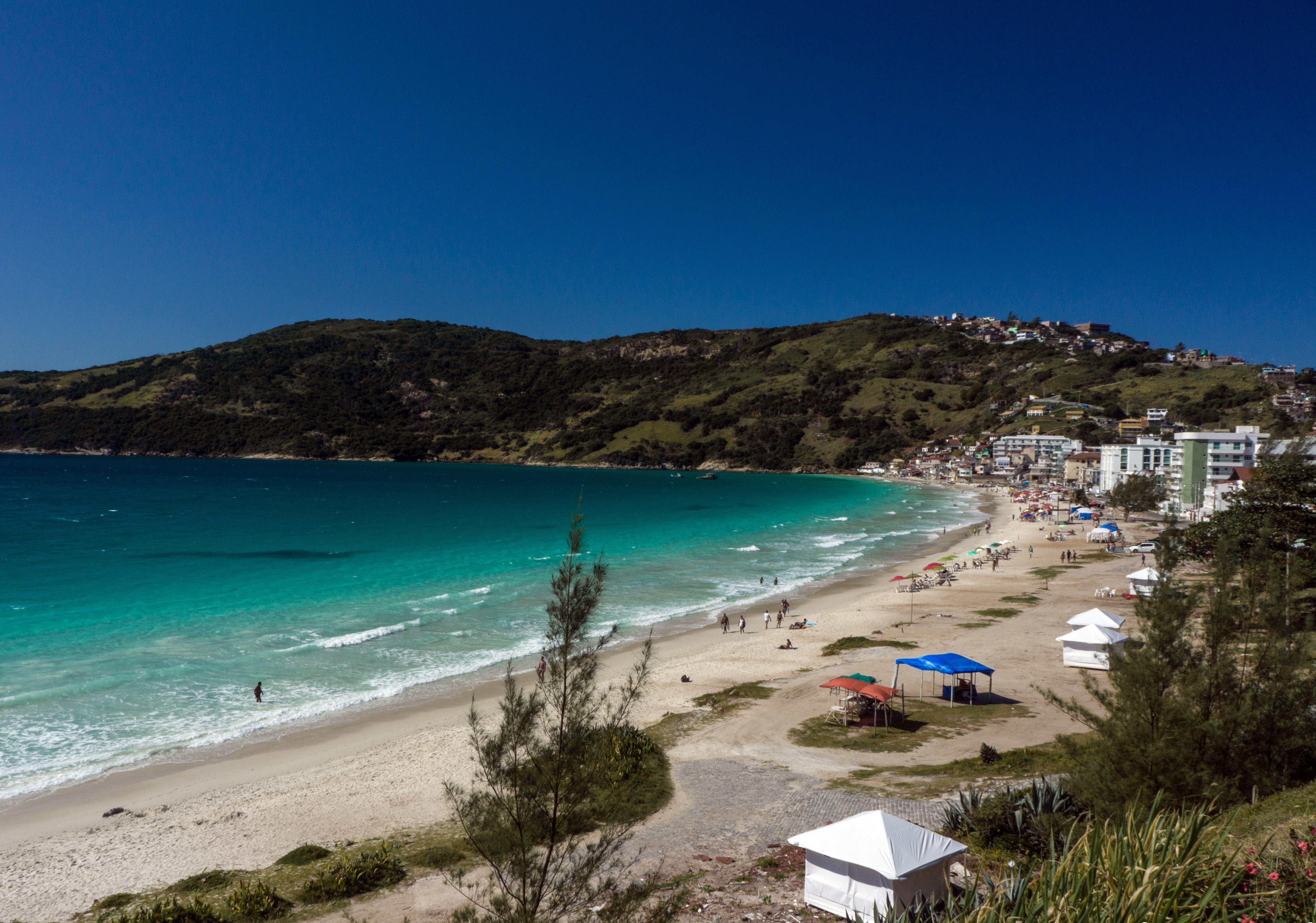
Arraial do Cabo

Arraial do Cabo este un oraș din unitatea federativă Rio de Janeiro, Brazilia. 